# Adlin Mair-Clarke
Adlin Victoria Mair-Clarke (Kingston, 15 novembre 1941 – New York, 6 aprile 2020) è stata una velocista giamaicana.
Ha partecipato ai Giochi di Tokyo 1964 e di Città del Messico 1968, gareggiando nei 200m e nella Staffetta 4x100m.